# Битва при Пілосі
Битва при Пілосі - морська битва, що відбулася в 425 році до нашої ери під час Пелопоннеської війни на півострові Пілос, у сучасній затоці Наваріно в Мессенії, і закінчилася перемогою Афін над Спартою. Афінський флот був викинутий на берег у Пілосі внаслідок шторму. За ініціативою Демосфена, афінські воїни укріпили півострів, де залишився невеликий загін, коли флот знову відійшов. Створення афінського гарнізону на території Спарта налякало спартанське керівництво, а спартанська армія, яка спустошувала Аттику під командуванням Агіса, завершила свою експедицію (вона тривала лише 15 днів) і рушила додому, поки спартанський флот у Керкіра відплив до Пілоса.
Демосфен мав п’ять трієр та їхній гарнізон солдатів. Загалом у нього, ймовірно, було близько 600 чоловіків, лише 90 з яких були гоплітами. Він послав дві свої трієри, щоб перехопити афінський флот і повідомити Софокла та Евримедона про його небезпеку. Тим часом спартанці мали 43 трієри і велике сухопутне військо. Опинившись таким чином у меншій кількості, Демосфен підтягнув три трієри, що залишилися, і озброїв їхні екіпажі будь-якою зброєю, яка була під рукою. Він розмістив більшу частину своїх сил на міцно укріпленому пункті. Потім Демосфен вручну відібрав 60 гоплітів і кількох лучників. Він привів їх до точки, де чекав, що спартанці почнуть десантний штурм. Демосфен очікував, що спартанці вдарять по південно-західному кутку півострова, де оборонна стіна була найслабшою, а земля була найбільш придатною для висадки. Спартанці атакували там, де й очікував Демосфен, а афіняни наштовхнулися з одночасними нападами з суші та моря. Проте афіняни утримували спартанців півтора дня, внаслідок чого вони припинили спроби штурму Пілоса і почали облогу.
Поки тривала підготовка спартанців до облоги, із Закінфа прибув афінський флот у складі 50 трієр. Спартанцям не вдалося заблокувати вхід у гавань, тому афіняни змогли доплисти і зловити спартанців підготовленими; спартанський флот був рішуче розгромлений, а афіняни отримали контроль над гаванню. При цьому вони захопили 420 спартанських гоплітів на острові Сфактерія біля Пілоса. 120 з них були з класу спартанців, тому їхня небезпека спричинила паніку у спартанському уряді. На місце події були відправлені члени уряду, які на місці домовилися про перемир'я. Весь спартанський флот був переданий афінянам як гарантія доброї поведінки спартанців, а посли були відправлені до Афін, щоб добитися постійного миру. Коли ці переговори зазнали невдачі, афіняни зберегли володіння спартанськими кораблями та оселилися для облоги гоплітів на Сфактерії. Зрештою, у битві при Сфактерії, ці гопліти були захоплені в полон. Пілос залишався під владою Афін та використовувався як база для набігів на територію спартанців.

## Вступ
Влітку 425 р. до н.е. афінський флот під командуванням Евримедонта та Софокла, з Демосфеном на борту як радником, відплив з Афін для кампанії на Сицилії та допомоги демократичним союзникам Афін у Керкірі. У той час Демосфен не займав офіційної посади, але був обраним стратегом на Еллінський рік, який розпочався в середині літа 425, і двом генералам було доручено дозволити йому використовувати флот навколо Пелопоннесу, якщо він забажає. Коли флот був у морі, Демосфен розкрив свій план, який раніше тримав у таємниці; він хотів висадитися і укріпити Пілос, який, на його думку, був особливо перспективним місцем для передового форпосту. Генерали відкинули цей план, але Демосфену пощастило, коли налетів шторм і вигнав флот до берега в Пілосі. Вже тоді вони відмовилися віддати наказ про укріплення мису, а Демосфен отримав таку ж відсіч, коли він спробував звернутися безпосередньо до військ і підлеглих командирів; тільки коли нудьга подолала очікування бурі, афіняни взялися за будівництво укріплень. 
Спочатку спартанський уряд не турбувався про присутність афінян у Пілосі, припускаючи, що вони незабаром підуть. Проте, як тільки стало зрозуміло, що Демосфен та його люди мають намір утримати це місце, Евріпотідський цар Спарти Агіс, який стояв на чолі армії, що спустошує Аттику, повернувся додому, скоротивши своє вторгнення лише через 15 днів у афінській території. Коли він дістався додому, спартанські сили рушили до Пілоса, флоту в Керкірі було наказано негайно відплисти туди, а також було розіслано заклик до союзних держав навколо Пелопоннесу надіслати війська. Спартанському флоту вдалося прослизнути повз афінський флот у Закінфі, але Демосфен передбачав його прибуття і відправив дві свої трієри, щоб повідомити афінський флот про тяжке становище Пілоса. Цей флот вирушив до Пілоса, як тільки отримав звістку. Тим часом Пілос був підкріплений прибуттям зброї, яку було роздано морякам. Щоб зустріти неминучу атаку спартанців, Демосфен розділив свої сили, розмістивши більшість своїх людей у точці, де мис торкався материка, а він із 60 гоплітами та кількома лучниками чекав у точці, де афінська стіна була найслабшою. Коли прибув спартанський флот, спартанці підготувалися блокувати вхід до гавані. Вони розмістили гоплітів на острові Сфактерія і планували розставити кораблі в прогалинах по обидва боки цього острова, коли прибув афінський флот.

## Бій
Спартанці атакували афінські укріплення на Пілосі як з суші, так і з моря. Морська атака сталася саме там, де й очікував Демосфен, і, таким чином, він був на місці, щоб зустріти його зі своїми людьми. Посадка була важкою, тому лише кілька з 43 трієр змогли підійти до пляжу одночасно.Спартанські капітани загнали свої кораблі на скелястий берег, щоб дати своїм людям можливість висадитися і відігнати афінян назад, але захисники відмовилися, а повторювані хвилі атак не змогли їх зламати. Відомо, що в цю епоху тактика спроби висадити війська на пляж була надзвичайно важкою. Ці атаки тривали цілий день, а потім і частину наступного, після цього спартанці змирилися з облогою і відправили кілька кораблів, щоб привезти дрова для будівництва облогових машин.
Однак наступного дня після припинення нападів афінський флот прибув із Закінфа. Того дня було надто пізно для нападу, тому афіняни провели ніч на сусідньому острові, сподіваючись витягнути спартанців у відкрите море для битви. Спартанці не повелися на приманку, але наступного ранку афіняни припливли до обох входів гавані, яку спартанці не змогли заблокувати, і швидко розгромили спартанський флот. Переслідування було обмежено розміром гавані, але афіняни захопили кілька трієр на морі, а потім висадилися, щоб спробувати захопити спартанські кораблі, коли вони досягли суші. Зав'язалася запекла битва, в якій афіняни не змогли захопити більше кількох кораблів. Тоді обидві сторони зазнали великих втрат. Наприкінці битви гавань була під контролем афінян, які мали змогу вільно плавати навколо острова Сфактерія. Вони пильно охороняли острів, стежачи, щоб гопліти, що потрапили у пастку, не змогли втекти.

## Наслідки
Новини про кризу в Пілосі шокували уряд Спарти, і члени уряду були негайно відправлені на місце події для переговорів про перемир'я. Спартанські переговірники зустрілися з афінськими полководцями в Пілосі і швидко домовилися про негайне припинення військових дій. Спартанцям було дозволено брати їжу чоловікам на острові, і вони негайно відправили посольство до Афін для переговорів про постійний мир. Тим часом усі їхні кораблі були передані афінянам як гарантія.
Коли учасники переговорів досягли Афін, вони виступили з промовою перед афінськими зборами, в якій стверджували, що афіняни повинні скористатися нагодою та укласти мир. Вони стверджували, що спартанці потерпіли від нещастя не через непрацездатність чи надмірність, а просто через невезіння. Спартанці переконували афінян, що слід скористатися цією можливістю, щоб укласти з ними мир у добрих відносинах. Ця пропозиція зустріла насмішку з боку афінського державного діяча Клеона. Він вимагав набагато суворіших умов, які дали б Афінам контроль над Мегарою і змусили Спарту відмовитися від кількох важливих союзників. У своїй промові він нагадав про поступки, на які Афіни були змушені піти під час Тридцятирічного миру 445 р. до н.е., коли афіняни опинилися в подібному моментально невигідному становищі. Дональд Каган стверджував, що умови Клеона означають визнання того, що афіняни мало виграють від миру, хоча вони могли б забезпечити набагато кращі умови в майбутньому, натискаючи на свою перевагу. Коли спартанці попросили обговорити ці пропозиції наодинці, Клеон зажадав, щоб вони говорили все, що хочуть сказати публічно. Роблячи це, він гарантував, що спартанці будуть змушені припинити переговори (оскільки вони навряд чи могли публічно обговорювати зраду своїх союзників), прискоривши момент, коли афіняни зможуть вільно рухатися проти Сфактерії.
Спартанські посли повернулися додому, і перемир'я в Пілосі завершилося. Афіняни, стверджуючи, що спартанці порушили умови перемир’я, атакуючи їх стіну, відмовилися віддати спартанські кораблі назад. Обидві сторони влаштувалися, щоб боротися з долею людей на Сфактерії. А результат буде вирішений пізніше в битві при Сфактерії.